# Berberis integerrima
Berberis integerrima là một loài thực vật có hoa trong họ Hoàng mộc. Loài này được Bunge mô tả khoa học đầu tiên năm 1844.